# Faciës (vegetatiekunde)
Een faciës of facies (meervoud eveneens faciës of facies) is in de vegetatiekunde een (zeer) soortenarme vorm van een bepaalde associatie of afgeleide gemeenschap waarin één (onder)soort sterk domineert. 
Een faciës is geen syntaxonomische rang. Een verschil met bijvoorbeeld een rompgemeenschap of soortenarme subassociatie is de schaal. Bij een faciës gaat het om samengeklonterde stukken bínnen de onderscheiden gemeenschap in concrete zin. 
Als de dominantie van één soort in associatie een normaal kenmerk is van ook een goed ontwikkelde vorm van deze associatie, dan wordt niet van faciës gesproken. Zo noemt men bijvoorbeeld dominantie van scherpe zegge in de associatie van scherpe zegge geen faciës. 
Meestal is een faciës soortenarmer dan goed ontwikkelde vormen van de associatie. Vaak is faciësvorming het gevolg van antropogene verstoring.